# بحر الفلبين
بحر الفلبين هو بحر هامشي في غرب المحيط الهادئ شرق أرخبيل الفلبين (ومن هنا جاءت تسميته) وهو أكبر بحر في العالم، إذ يغطي مساحةً تُقدر بنحو 5 ملايين كيلومتر مربع (2 مليون ميل مربع). تشكل صفيحة بحر الفلبين قاع البحر. حدوده الغربية هي أول سلسلة جزر إلى الغرب، وتضم جزر ريوكيو في الشمال الغربي وتايوان في الغرب. تضم حدوده الجنوبية الغربية جزر الفلبين لوزون وكاتاندوانيس وسامار وليتي ومينداناو. تضم حدوده الشمالية جزر هونشو وشيكوكو وكيوشو اليابانية. حدوده الشرقية هي ثاني سلسلة جزر إلى الشرق، وتضم جزر بونين وإيو جيما في الشمال الشرقي، وجزر ماريانا (بما في ذلك غوام وسايبان وتينيان) في الشرق، وهالماهيرا وبالاو وياب وأوليثي (من جزر كارولين) في الجنوب الشرقي. تضم حدوده الجنوبية جزيرة موروتاي الإندونيسية.
يتميز البحر بتضاريسه المعقدة والمتنوعة تحت السطح. يتكون قاع البحر من حوض هيكلي من سلسلة من الصدوع الجيولوجية ومناطق التشقق. تحيط أقواس الجزر، التي هي في الواقع سلاسل ممتدة تبرز فوق سطح المحيط بسبب نشاط الصفائح التكتونية في المنطقة، بحر الفلبين من الشمال والشرق والجنوب. من الأمثلة على ذلك أرخبيل الفلبين وجزر ريوكيو وجزر ماريانا. من السمات البارزة الأخرى لبحر الفلبين وجود خنادق في أعماق البحر، من بينها خندق الفلبين وخندق ماريانا، الذي يحتوي على أعمق نقطة على الأرض.

## الجغرافيا

### الموقع
يحد بحر الفلبين دولة الفلبين وتايوان من الغرب واليابان من الشمال وجزر ماريانا من الشرق وبالاو من الجنوب. تشمل البحار المجاورة بحر سيليبس الذي تفصله جزيرة مينداناو وجزر أصغر إلى الجنوب وبحر الصين الجنوبي الذي تفصله الفلبين وبحر الصين الشرقي الذي تفصله جزر ريوكيو.

### الجيولوجيا
تشكل صفيحة بحر الفلبين قاع بحر الفلبين، وتغوص تحت الحزام الفلبيني المتحرك الذي يحمل معظم أرخبيل الفلبين وشرق تايوان. بين الصفيحتين يوجد خندق الفلبين.

### التنوع الحيوي
يتمتع بحر الفلبين بنطاق إقليمي بحري يزيد عن 679800 كيلومتر مربع (262500 ميل مربع)، ومنطقة اقتصادية خالصة تبلغ مساحتها 2.2 مليون كيلومتر مربع. بفضل التكامل الاستبدالي والجزائري الواسع النطاق، تحتوي الفلبين على أكبر عدد من الأنواع البحرية لكل وحدة مساحة مقارنة بالدول داخل أرخبيل الهند وماليزيا والفلبين، وقد تم تحديدها كمركز للتنوع البيولوجي البحري. بالإضافة إلى مثلث المرجان، يضم بحر الفلبين أكثر من 3212 نوعًا من الأسماك و486 نوعًا من المرجان و800 نوعًا من الأعشاب البحرية و820 نوعًا من الطحالب القاعية، إذ يُطلق على ممر جزيرة فيردي لقب «مركز مركز التنوع البيولوجي للأسماك البحرية». تم التعرف على ثلاثة وثلاثين نوعًا متوطنًا من الأسماك داخل أراضيها، بما في ذلك سمكة الملاك ذات البقع الزرقاء (Chaetodontoplus caeruleopunctatus) وسمك السلور البحري (Arius manillensis). كما أصبحت الأراضي البحرية الفلبينية أيضًا أرضًا للتكاثر والتغذية للأنواع البحرية المهددة بالانقراض، مثل سمكة قرش الحوت (Rhincodon typus) والدوجونج (Dugong dugon) وسمك القرش ذو الفم الضخم (Megachasma pelagios). في بحر الصين الجنوبي، اكتشف العلماء الفلبينيون كمية وفيرة من الحياة البحرية والأنواع التي قد تكون مفيدة في مجال الطب الحيوي للفلبين أيضًا.

### المثلث المرجاني
تعتبر منطقة المثلث المرجاني (وتسمى أيضًا المثلث الهندي الملايوي) المركز العالمي للتنوع البيولوجي البحري. تبلغ مساحتها المحيطية الإجمالية نحو 2 مليون كيلومتر مربع. تشمل المنطقة المياه الاستوائية لماليزيا وإندونيسيا والفلبين وتيمور الشرقية وبابوا غينيا الجديدة وجزر سليمان. تشكل الجزر الفلبينية، التي تقع على قمتها، 300000 كيلومتر مربع (120000 ميل مربع) من المنطقة. تتراوح مساحة الجزء من منطقة الشعاب المرجانية في منطقة المثلث المرجاني الذي يقع داخل الفلبين من 10750 كيلومترًا مربعًا (4150 ميلًا مربعًا) إلى 33500 كيلومتر مربع (12900 ميل مربع). تحتوي على أكثر من 500 نوع من المرجان الصلب أو الحجري، وما لا يقل عن 12 نوعًا مستوطنًا من المرجان.

## التاريخ
كان أول أوروبي يبحر في بحر الفلبين هو فرديناند ماجلان في عام 1521، الذي أطلق عليه اسم مار فيليبيناس عندما كان هو ورجاله في جزر ماريانا قبل استكشاف الفلبين. في وقت لاحق اكتشفه مستكشفون إسبان آخرون بين عامي 1522 و1565.

### معركة بحر الفلبين
دارت معركة تاريخية بين الأساطيل البحرية للولايات المتحدة واليابان في محيط بحر الفلبين. سُميت معركة بحر الفلبين، ووقعت بالقرب من جزر ماريانا في الفترة بين 19 و20 يونيو 1944. كانت أيضًا أكبر معركة بين حاملات الطائرات في التاريخ والتي شارك فيها الأسطول الخامس للولايات المتحدة والأسطول المتحرك الأول للبحرية الإمبراطورية اليابانية.
بصرف النظر عن البحرية، كان النشاط الجوي حاضرًا أيضًا في معركة بحر الفلبين، حيث أطلقت مئات الطائرات من كلا البلدين النار على بعضها البعض. انتصر الأمريكيون بلا منازع، وأطلقوا على الحرب الجوية لقب «إطلاق النار العظيم على الديوك الرومية في ماريانا» بسبب عدد الطائرات اليابانية التي أُسقطت.
ناضلت اليابان للتعافي من الأضرار الجسيمة التي لحقت ببحريتها الإمبراطورية وقوتها الجوية التي عانت منها المعركة، ويعزى هذا بشكل كبير إلى انتصار الولايات المتحدة في معركة بحر الفلبين التي كانت جزءًا حيويًا من تحرير الأمريكيين للفلبين وجزر ماريانا من اليابان.

### بعد الحرب العالمية الثانية
في عام 1989، كشفت وزارة الدفاع الأمريكية عن فقدان قنبلة نووية بقوة ميغا طن واحد في بحر الفلبين خلال حادثة بحر الفلبين إيه 4 عام 1965.
في أعقاب تصعيد نزاع جزر سبراتلي في عام 2011، بدأت العديد من وكالات الحكومة الفلبينية في استخدام تسمية «بحر الفلبين الغربي» للإشارة إلى أجزاء من بحر الصين الجنوبي. مع ذلك، قال متحدث باسم إدارة الخدمات الجوية والجيوفيزيائية والفلكية الفلبينية أن البحر الواقع شرق أرخبيل الفلبين سيظل يُسمى بحر الفلبين.

## الاقتصاد

### مصائد الأسماك
تعتمد الفلبين على بحر الفلبين كأحد مصادر غذائها، ولأسباب تتعلق بمعيشة العديد من الناس. في منطقة المثلث المرجاني، تحصد الفلبين الأعشاب البحرية وسمك اللبن والروبيان والمحار وبلح البحر وأسماك الشعاب المرجانية الحية كمنتجات تربية الأحياء المائية. يصطاد الصيادون العديد من أنواع الأسماك، بما في ذلك الأسماك السطحية الصغيرة والأنشوجة والسردين والماكريل والتونة وغيرها.
توصلت البعثات العلمية الحديثة إلى أن مرتفعات بنهام (المعروفة أيضًا باسم مرتفعات الفلبين) في بحر الفلبين تتمتع بنظام بيئي بحري متنوع يجذب الأسماك التجارية المهاجرة مثل التونة والمارلين والماكريل. مرتفعات بنهام هي أرض صيد غنية للصيادين من أورورا وكيزون وبيكول. تدرب هيئة مصائد الأسماك والموارد المائية في الفلبين الصيادين على تقنيات الصيد المستدامة لمنع تدمير التكوينات المرجانية، ما قد يؤثر سلبًا على سلسلة الغذاء التي تعتمد عليها الأسماك المهاجرة. تباع الأسماك المهاجرة عمومًا بأسعار مرتفعة. مثلًا، يمكن بيع سمكة تونة واحدة ذات زعانف زرقاء من مرتفعات بنهام في السوق مقابل 2000 بيزو.